# Médaille Timoshenko
La médaille Timoshenko est une récompense donnée annuellement par la société américaine des ingénieurs en mécanique (ASME) à un individu « dans l'identification des contributions distinguées au champ de la mécanique appliquée. » La médaille Timoshenko, largement considérée comme la récompense internationale la plus élevée dans le domaine de la mécanique appliquée, a été établie en 1957 en l'honneur de Stephen Timoshenko. La médaille « commémore ses contributions comme auteur et professeur. » La récompense réelle est une médaille de bronze ainsi qu'une somme d'argent. La première récompense a été attribuée en 1957 à Stephen Timoshenko lui-même.

## La conférence d'acceptation
Chaque année, au dîner de mécanique appliquée lors de la réunion annuelle d'hiver d'ASME, le médaillé Timoshenko de l'année fait une conférence. Pris dans l'ensemble, ces conférences fournissent une longue perspective du champ de la mécanique appliquée. Un projet a été lancé pour signaler toutes les conférences online .

## Lauréats de la médaille Timoshenko
- 1957 – Stephen P. Timoshenko
- 1958 – Arpad L. Nadaï
Sir Geoffrey Taylor
Theodore von Karman
- 1959 – Sir Richard V. Southwell
- 1960 – Cornelius B. Biezeno
Richard Grammel
- 1961 – James N. Goodier
- 1962 – Maurice Anthony Biot
- 1963 – Michael James Lighthill
- 1964 – Raymond D. Mindlin, université Columbia (États-Unis)
- 1965 – Sydney Goldstein
- 1966 – William Prager
- 1967 – Hillel Poritsky
- 1968 – Warner T. Koiter
- 1969 – Jakob Ackeret
- 1970 – James J. Stoker
- 1971 – Howard W. Emmons, université Harvard (États-Unis)
- 1972 – J. P. Den Hartog, Massachusetts Institute of Technology (États-Unis)
- 1973 – Eric Reissner
- 1974 – Albert E. Green
- 1975 – Chia-Chiao Lin
- 1976 – Erastus H. Lee
- 1977 – John D. Eshelby
- 1978 – George F. Carrier, université Harvard (États-Unis)
- 1979 – Jerald L. Ericksen
- 1980 – Paul M. Naghdi
- 1981 – John H. Argyris
- 1982 – John W. Miles
- 1983 – Daniel C. Drucker
- 1984 – Joseph B. Keller
- 1985 – Eli Sternberg
- 1986 – George R. Irwin
- 1987 – Ronald Rivlin
- 1988 – George Batchelor
- 1989 – Bernard Budiansky, université Harvard (États-Unis)
- 1990 – Stephen H. Crandall, Massachusetts Institute of Technology (États-Unis)
- 1991 – Yuan-Cheng Fung
- 1992 – Jan D. Achenbach, université Northwestern (États-Unis)
- 1993 – John L. Lumley
- 1994 – James R. Rice, université Harvard (États-Unis)
- 1995 – Daniel D. Joseph
- 1996 – John Tinsley Oden, Université du Texas à Austin (États-Unis)
- 1997 – John R. Willis
- 1998 – Olgierd C. Zienkiewicz, université du pays de Galles (Royaume-Uni)
- 1999 – Anatol Roshko
- 2000 – Rodney J. Clifton
- 2001 – Ted Belytschko, université Northwestern
- 2002 – John W. Hutchinson, université Harvard (États-Unis)
- 2003 –  L. Ben Freund, université Brown (États-Unis)
- 2004 – Morton Gurtin, université Carnegie-Mellon (États-Unis)
- 2005 – Grigory Isaakovich Barenblatt, université de Californie à Berkeley
- 2006 – Kenneth L. Johnson, université de Cambridge (Royaume-Uni)
- 2007 – Thomas J. R. Hughes, université du Texas (Austin) (États-Unis)[1]
- 2008 – Sia Nemat-Nasser, université de Californie à San Diego (États-Unis)
- 2009 - Zdeněk Bažant
- 2010 - Wolfgang Knauss
- 2011 - Alan Needleman
- 2012 - Subra Suresh
- 2013 - Richard M. Christensen
- 2014 - Robert McMeeking
- 2015 - Michael Ortiz
- 2016 - Raymond Ogden
- 2017 - Viggo Tvergaard
- 2018 - Ares J. Rosakis
- 2019 - J. N. Reddy
- 2020 - Mary Cunningham Boyce
- 2021 - Huajian Gao
- 2022 - Michael A. Sutton
- 2023 – Guruswami Ravichandran
- 2024 - Pierre Suquet